# Sitt al-Mulk
Sitt al-Mulk (970-1023; en árabe: ست الملك‎) fue la soberana regente (de facto, califa) del Califato fatimí entre el 1020 y el 1024, durante la minoría de edad de su sobrino, Ali az-Zahir, el séptimo de los califas de la dinastía y decimoséptimo imán (1021-1036).

## Origen y juventud
Era hija de al-Aziz, el quinto califa fatimí y decimocuarto imán ismailí (975-996), y de una cristiana bizantina que había rechazado convertirse al islam. Algunos creían que la tolerancia que el califa mostró hacia los cristianos y judíos se debía a su hija, a la que tenía gran cariño. Era hermana del que fue siguiente califa, al-Hákim, dieciséis años menor que ella.
Nació en 970, un año después de la conquista fatimí de Egipto, a donde se trasladó la dinastía desde el Magreb. Pasó su niñez en el Palacio Fluvial (Qasr al-Bahr), mandado edificar por su padre junto al Nilo. A Sitt al-Mulk se la describe como hermosa e inteligente, dilecta de su padre, a quien desde joven solicitó opinión y consejo en asuntos políticos. Compartía con su padre su actitud tolerante en religión, se mostró contenta de tener origen mitad musulmán y mitad cristiano y apoyó a su progenitor en el nombramiento del visir cristiano Issa Ibn Nasturas, y del otorgamiento de cargos a sus tíos maternos, también cristianos, Arsenio y Aristes, actos que fueron muy criticados.

### Reinado de al-Hákim
Tras la muerte de al-Aziz el 14 de octubre del 996, cuando se hallaba de campaña contra los bizantinos, heredó el trono al-Hákim, al que la corte entronizó a toda prisa. Tenía el nuevo califa a la sazón once años. Al-Hákim fue un soberano sanguinario, obsesionado con los amantes de su hermana mayor, que creía presentes por toda la corte y en especial, entre los generales de su ejército. Sitt al-Mulk había tratado en vano, con la ayuda de un sobrino, de impedir que accediese al trono califal, pero un eunuco de palacio, Barjuwan, lo había evitado.
En el 1021, el califa desapareció durante uno de sus habituales paseos nocturnos por El Cairo y, tras un par de días de búsqueda, se lo declaró fallecido. Una pequeña parte de la población creyó que no había muerto, sino que aparecería, y formó la comunidad drusa que, perseguida, hubo de abandonar Egipto y refugiarse en las montañas del Líbano.
Las crónicas culpan casi unánimemente a Sitt al-Mulk del asesinato de su hermano, con la connivencia de uno de sus generales, Ibn Daws, al que el califa había acusado de ser su amante. Sitt al-Mulk, amenazada de muerte por el califa, debió de pactar compartir el poder con el general. También empleó la influencia del general para convencer a los cadíes de que aceptasen la entronización del hijo del desaparecido al-Hákim, cosa que la ley prohibía por ser menor de edad. Una vez aceptado como califa su sobrino, se deshizo del peligroso general, haciéndolo asesinar por unos soldados que le acusaron durante una reunión con los visires de haber matado al anterior califa y le dieron muerte. A continuación, se hizo con la regencia de su sobrino y nombró a nuevos ministros, competentes.

### Regencia
Entre el 1020 y el 1024, fue regente de su sobrino, Ali az-Zahir. Pese a ostentar el poder, nunca se mencionó su nombre en la jutba de los viernes sino el de su sobrino, por lo que no fue formalmente califa, que por ley debía ser un varón adulto, pero sí ejerció el derecho de regencia, una posición sin precedentes en el mundo islámico. Asistía a las reuniones con los ministros y altos funcionarios detrás de una cortina. Querida por el pueblo, fue una gobernante capaz, experta especialmente en asuntos legales.
Tras asumir el poder y eliminar a sus rivales, abrogó muchas de las excéntricas medidas de su hermano desaparecido. Persiguió asimismo a los drusos, que creían en la divinidad de al-Hákim y que tuvieron que huir de Egipto y refugiarse en el Líbano. Trató de mejorar las relaciones con el Imperio bizantino, que disputaba a los fatimíes el dominio de Alepo, pero no pudo concluir las negociaciones, pues falleció antes, el 5 de febrero del 1023, a los cincuenta y dos años.